# Пам'ятники Яворова
Стаття Пам'ятники Яворова призначена для ознайомлення, в тому числі і візуального, зі зразками міської скульптури міста Яворова Львівської області.
Загалом у цьому галицькому місті декілька пам'ятників і меморіалів, що увічнюють пам'ять про представників української інтелігенції та вояцтва, радянських воїнів, що боролися з фашизмом.
Першим історично яворівським пам'ятником вважається облаштоване ще 1938 року поховання Українських Січових Стрільців. Від доби СРСР у місті лишилися пам'ятники уродженцю Яворова літераторові Осипу Маковею (1958) та радянським воїнам полеглим у ІІ Світову війну. Решта пам'ятників, а саме ті, що вшановують діячів української культури — композитора і громадського діяча Михайла Вербицького, релігійного діяча Андрея Шептицького, а також загальнонаціонального «світоча» Тараса Шевченка встановлені вже після здобуття Україною незалежності — у 1990—2000-і роки.
Одним з найоригінальнішим міських пам'ятників у Яворові є так званий «Глобус України».

## Перелік яворівських пам'ятників
| Назва | Дата встановлення | Розташування                                                                      | Фото | Короткі відомості |
| Вербицькому Михайлові                                                                                         | 1997              | навпроти Яворівської районної державної адміністрації                             |      | Пам'ятник композиторові, автору Державного Гімну Михайлу Вербицькому був відкритий на 6-й День незалежності 24 серпня 1997 року. Автори пам'ятника — скульптори Петро Штаєр та Петро Чепель. |
| Івану Павлу ІІ                                                                                                | 2012              | на подвір’ї римо-католицького костелу Святих Петра і Павла                        |      | Пам’ятник блаженному Івану Павлу ІІ. |
| Глобус України                                                                                                | 2000-ні (?)       | на кільці-перехресті вулиць Січових Стрільців, Маковея, Загаєвича та Івана Франка |      | Оригінальний патріотичний пам'ятник українській державі, має напис «Держава, горде ім'я якій Україна, є і буде вічно». |
| Пам'ятний знак "2000 років від Різдва Христового"                                                             | 2000-ні (?)       | на виїзді з міста між вулицями Маковея та Велике Передмістя                       |      | |
| Пам'ятний знак на честь скасування панщини в Галичині 1848 р. і проголошення незалежності Української Держави | 16 липня 1990     | на кільці-перехресті вулиць Івана Хрестителя, Святоюрської та Велике Передмістя   |      | |
| Маковею Осипові                                                                                               | 1958              | біля ґімназії імені Осипа Маковея на вул. Львівській                              |      | Пам'ятник літераторові та громадсько-політичному діячеві Осипові Маковею був відкритий у 1958 році. Автор пам'ятника — скульптор Дмитро Крвавич. |
| Маковею Осипові                                                                                               | 1992              | біля садиби-музею на вул. Наталії Кобринської, 9                                  |      | Пам'ятник літераторові та громадсько-політичному діячеві Осипові Маковею був відкритий у 1992 році. |
| Українським Січовим Стрільцям, полеглим за волю України                                                       | 1938              | міський цвинтар на розі вул. Маковея та вул. Січових Стрільців                    |      | Пам'ятник Українським Січовим Стрільцям, полеглим за волю України, на їх могилі був уперше відкритий у 1938 році. Автор - скульптор Сергій Литвиненко (пісковик). |
| Радянським воїнам, полеглим у ІІ Світовій війні                                                               | 1958              | міський цвинтар на розі вул. Маковея та вул. Січових Стрільців                    |      | Братська могила радянських воїнів, полеглим у ІІ Світовій війні, був встановлений у повоєнний радянський час (мармурова крихта, залізобетон). |
| Шевченкові Тарасу                                                                                             | 1996              | на площі Ринок                                                                    |      | Пам'ятник національному генієві, поету і мислителю Тарасові Шевченку був відкритий на 5-й День незалежності 24 серпня 1996 року (разом з пам'ятником Андреєві Шептицькому). Автори цього пам'ятника — скульптори Петро Штаєр та Петро Чепель.                                                                  |
| Шептицькому Андрею                                                                                            | 1996              | у сквері ім. А. Шептицького                                                       |      | Пам'ятник релігійному та громадському діячеві, митрополиту Української греко-католицької церкви Андреєві Шептицькому був відкритий на 5-й День незалежності 24 серпня 1996 року (разом із пам'ятником Шевченкові). Автори цього пам'ятника — скульптори Володимир Федорченко, Ярослав Троцько, Теодор Штокало. |
| Монумент Небесній Сотні та загиблим бійцям на Сході                                                           | 1 вересня 2016    | біля Яворівської районної державної адміністрації                                 |      | |
| Пам'ятник воїнам-інтернаціоналістам Яворівщини                                                                |                   |                                                                                   |      | |
| Меморіал полеглим бійцям 24 ОМБр на Сході                                                                     |                   |                                                                                   |      | |
| Братська могила розстріляних євреїв                                                                           |                   |                                                                                   |      | |

## Джерело-посилання
- Історія Яворова[недоступне посилання з вересня 2019] на Офіційний сайт Яворівської міської ради